# Sättertjärnen (Sunne socken, Värmland)
Sättertjärnen är en sjö i Sunne kommun i Värmland och ingår i Göta älvs huvudavrinningsområde. Sjöns area är 0,017 kvadratkilometer och den befinner sig 265 meter över havet.